# Српска православна црква Св. Оца Николаја у Башаиду
Српска православна црква Светог Оца Николаја у Башаиду, месту у општини Кикинда, представља заштићено непокретно културно добро и сврстана је у категорију споменика културе.

## Историја цркве
Црква је саграђена 1833. године. На истом месту и пре тога постојала је црква за коју се зна да датира из 1788. године. Фотографије те прве цркве не постоје, али сачуван је запис који каже: ...храм св. Николаја од прошћа, 3 прозора, 2 врата проста, свода нема, покривен трском, порта незаграђена, торањ прост од дрвета, на њему звоно, гробље неограђено....

## Изглед цркве
Црква је изграђена од тврдог материјала (печене цигле) и на њој се може видети неколико грађевинских стилова: китњасти Војвођански барок, лађа са торњем у романском стилу, фасада у античком стилу (четири царска стуба на улазу), прозори који су у винзантијском (округластом) стилу. Дужина цркве је 40 метара, ширина 12 метара, а висина цркве са торњем износи 49 метара. Велика порта ограђена циглом и гвозденом оградом налази се око цркве. Црквени Иконостас урадио је чувени иконописац тог времена Павле Симић, родом из Новог Сада. Интересантан је податак да је иконостас и зидне иконе радио од 1860. до 1866. године, дакле пуних шест година. Дуборез иконостаса дело је Михајла Којића из Велике Кикинде, док је Јозеф Тетфен из Беча позлатио иконостас и певнице.

## Епископ Сава Трлајић
Епископ Сава Трлајић службовао је у Башаиду од 1911. до 1927. године. Након службовања у Башаиду краљевским указом постављен је за секретара Светог архијерејског синода. Замонашио се 1929. године у манастиру Крушедол (Фрушка гора). Године 1930. изабран је за викарног епископа сремског, а 1934. године хиротонисан у чин епископа у Сремским Карловцима и постављен за епископа горњокарловачог са садиштем у Плашком. Мученички је пострадао 1941. године, за његов гроб се до данашњег дана не зна. За свеца је проглашен маја 2000. године у Београду у Храму Светог Саве на Врачару. У част Саве Трлајића постављена је спомен плоча у самој Цркви.

## Галерија
- Поглед са дворишне стране
- Улаз у цркву
- Звоник
- Фасада цркве